# Urani Rumbo
Urani Rumbo, född 20 januari 1895, död 26 mars 1936, var en albansk feminist, kvinnorättsaktivist och pjäsförfattare. Somliga källor uppger istället födelseåret till 1884.
Hon var en ledande gestalt i kvinnorörelsen i Albanien under 1920-talet och grundade kvinnoorganisationerna Lidhja e Gruas (1920), som arbetade för kvinnors frigörelse och Përmirësimi (1923), som höll kurser för kvinnor. Hon grundade och drev skolan  Koto Hoxhi (1920) och drev en kampanj för kvinnors rättigheter, särskilt inom utbildning, och mot traditionella könsroller och könsdiskriminering. Hon åtnjöt en del framgång i offentlig opinion för sin kampanj men uppnådde inga framgångar ifråga om lagstiftning, och hennes verksamhet förhindrades efter ingripande från regeringen 1930. 